# دوسر ذو البوصتين
الدوسر ذو البوصتين (الاسم العلمي: Aegilops biuncialis) نوع نباتي يتبع جنس الدوسر من الفصيلة النجيلية. 

## الموئل والانتشار
موطنه بلاد الشام والمغرب العربي وقبرص وتركيا والقوقاز وحوض البحر المتوسط.

## مرادفات للاسم العلمي
- (باللاتينية: Aegilops geniculata subsp. biuncialis (Vis.) Asch. & Graebn.)
- (باللاتينية: Triticum ovatum subsp. biunciale (Vis.) Asch. & Graebn.)
- (باللاتينية: Aegilops lorentii Hochst.)
- (باللاتينية: Aegilops macrochaeta Shutt. & Huet)
- (باللاتينية: Triticum macrochaetum (Duval-Jouve) K. Richt.)
- (باللاتينية: Triticum ovatum subsp. macrochaetum (Duval-Jouve) Hayek)